# بخش مرکزی شهرستان جم
بخش مرکزی شهرستان جم یکی از بخش‌های شهرستان جم در استان بوشهر در جنوب کشور ایران است.

## تقسیمات کشوری
- بخش مرکزی شهرستان جم
  - دهستان جم
  - دهستان کوری

شهرها: جم، بهارستان

## جمعیت
بنابر سرشماری مرکز آمار ایران، جمعیت بخش مرکزی شهرستان جم در سال ۱۳۹۵ برابر با ۵۷٫۰۳۷ نفر بوده‌است.